# Фонтенелл (Вайоминг)
Фонтенелл (англ. Fontenelle, Wyoming) — статистически обособленная местность, расположенная в округе Линкольн (штат Вайоминг, США) с населением в 19 человек по статистическим данным переписи 2000 года.

## География
По данным Бюро переписи населения США статистически обособленная местность Фонтенелл имеет общую площадь в 9,32 квадратных километров, из которых 9,06 кв. километров занимает земля и 0,26 кв. километров — вода. Площадь водных ресурсов округа составляет 2,79 % от всей его площади.
Статистически обособленная местность Фонтенелл расположена на высоте 1978 метров над уровнем моря.

## Демография
По данным переписи населения 2000 года в Фонтенелле проживало 19 человек, 5 семей, насчитывалось 5 домашних хозяйств и 8 жилых домов. Средняя плотность населения составляла около 2,1 человек на один квадратный километр. Расовый состав Фонтенелла по данным переписи был исключительно белым.
Из 5 домашних хозяйств в 80,0 % — воспитывали детей в возрасте до 18 лет, 100,0 % представляли собой совместно проживающие супружеские пары. Никто из общего числа семей на момент переписи не жил самостоятельно, при этом среди жителей в возрасте 65 лет отсутствовали одиночки. Средний размер домашнего хозяйства составил 3,80 человек, а средний размер семьи — 3,80 человек.
Население статистически обособленной местности по возрастному диапазону по данным переписи 2000 года распределилось следующим образом: 42,1 % — жители младше 18 лет, 5,3 % — между 18 и 24 годами, 31,6 % — от 25 до 44 лет, 21,1 % — от 45 до 64 лет. Средний возраст жителей составил 30 лет. На каждые 100 женщин в Фонтенелле приходилось 72,7 мужчин, при этом на каждые сто женщин 18 лет и старше приходилось 83,3 мужчин также старше 18 лет.